# Hotel New York
Hotel New York è il quinto album in studio della cantante olandese Anouk, pubblicato il 3 dicembre 2004 dalla EMI.
Il 5 dicembre 2005 è stato ripubblicato con alcune tracce bonus live.

## Tracce
1. Girl – 3:30
2. Heaven Knows – 3:45
3. More Than You Deserve – 4:20
4. Falling Sun – 3:32
5. Lost – 3:42
6. Alright – 3:33
7. Help – 3:24
8. Our Own Love – 3:34
9. Jerusalem – 3:55
10. One Word – 4:02
11. I Spy – 3:44
12. Fading – 4:45

Tracce bonus live riedizione 2005
1. Jerusalem – 4:38
2. Alright – 3:40
3. Lost – 3:52
4. Falling Sun – 3:56
5. Girl – 3:44
6. Nobody's Wife – 4:21

## Classifiche
| Paese            | Posizione più alta |
| ---------------- | ------------------ |
| Belgio (Fiandre) | 1                  |
| Paesi Bassi      | 1                  |